# Тополь, Хаим
Хаим То́поль (ивр. חיים טופול‎; 9 сентября 1935, Тель-Авив — 8 марта 2023, Тель-Авив) — израильский и американский актёр, сценарист и продюсер, двукратный лауреат премии «Золотой глобус», номинант на премии «Оскар» и «Тони». Один из основателей Театра Хайфы. Первый и единственный израильский актёр, когда-либо номинированный на премию «Оскар» за лучшую мужскую роль.

## Биография
Родился 9 сентября 1935 года в Тель-Авиве, в Палестине, в семье Рель Голдман и Якова Тополя. В 1953 году несколько месяцев играл в любительских постановках театра, после чего был призван в Армию обороны Израиля.
В 1961 году Хаим Тополь основал собственную театральную труппу в Тель-Авиве, тогда же стал одним из зачинателей Театра Хайфы и сыграл первую роль в кино — Миху в драме Питера Фрая «Мне нравится Майк». Перевоплощение в йеменского еврея Салаха Шабати в одноимённой комедии Эфраима Кишона принесло ему первую статуэтку престижной премии «Золотой глобус» в категории «Наиболее перспективный новичок».
В 1969 году Тополь удостоился положительных отзывов от театральных критиков за исполнение роли Тевье-молочника в спектакле по мюзиклу «Скрипач на крыше», премьера которого состоялась в Театре Её Величества. После большого успеха постановки, режиссёр Норман Джуисон решил её экранизировать. Фильм вышел в широкий прокат в 1971 году, роль Тевье-молочника снова сыграл Хаим Тополь, за что стал обладателем второго «Золотого глобуса» и номинировался на премию «Оскар», но проиграл Джину Хэкмену.
После номинации на «Оскар» карьера Тополя пошла в гору, актёр снимался в нескольких фильмах в год. Самые заметные роли Тополя 1980-х годов — доктор Ганс Зарков во «Флэш Гордоне», Милос Коломбо в «Только для твоих глаз», Дмитрий Голднер в «Куини» и профессор Макс Келада в «Непридуманных историях». Хаим Тополь еще раз сыграл Тевье-молочника, на этот раз в бродвейском спектакле «Скрипач». Роль в постановке принесла актёру номинацию на театральную премию «Тони» в категории «Лучшая мужская роль — мюзикл», однако Тополь снова уступил, на этот раз Джонатану Прайсу.
С 1998 года в кино не снимался. В 2005 году Хаим Тополь занял 90-е место в опросе «200 величайших израильтян», созданном популярным израильским сайтом Ynet, и издал автобиографическую книгу Chaim Topol on Topol.
Хаим Тополь был женат на актрисе Галии Тополь, у пары родилось трое детей: сын Омер и дочери Ади и Анат.

## Болезнь и смерть
В июне 2022 года сын Тополя Омер сообщил, что его отец страдает болезнью Альцгеймера.
8 марта 2023 года семья Тополя уведомила прессу о том, что он близок к смерти и «доживает свои последние часы», и попросила общественность уважать частную жизнь семьи. Он умер «в одночасье», в возрасте 87 лет. Перед его похоронами в Квуцат Шиллер 10 марта в театре Камери в Тель-Авиве 9 марта прошла панихида.

## Фильмография
- «Мне нравится Майк[англ.]» (1961) — Миха
- «Эль Дорадо[англ.]» (1963) — Бенни Шерман
- «Салах Шабати» (1964) — Салах Шабати
- «Откинь гигантскую тень[англ.]» (1966) — Абу ибн Кадер
- «Эрвинка[англ.]» (1967) — Эрвинка
- «Любовный талант[англ.]» (1969) — генерал Молина
- «Перед тем, как наступит зима» (1969) — Янкович
- «Скрипач на крыше» (1971) — Тевье-молочник
- «Следуй за мной![англ.]» (1972) — Джулиан Кристофоров
- «Петушок» (1973) — Гади Цур
- «Галилео[англ.]» (1975) — Галилео Галилей
- «Дом на улице Гарибальди[англ.]» (1979) — Майкл
- «Флэш Гордон» (1980) — доктор Ганс Зарков
- «Только для твоих глаз» (1981) — Милос Коломбо
- «Ветры войны[англ.]» (1983; мини-сериал) — Берель Ястров
- «Роман с продолжениями[ивр.]» (1985) — Эфи Авидар
- «Куини[англ.]» (1987) — Дмитрий Голднер
- «Непридуманные истории» (1988; телесериал) — профессор Макс Келада
- «Война и воспоминание[англ.]» (1988—1989; мини-сериал) — Берель Ястров
- «Подводная одиссея» (1993; телесериал) — доктор Рафик Хассан
- «Оставленный багаж» (1998) — Яков Апфельшнитт